# Сивеж (приток Правой Сученьги)

Сивеж — река в России, протекает в Вологодской области, в Нюксенском районе. Устье реки находится в 9 км по левому берегу реки Правая Сученьга. Длина реки составляет 13 км.
Исток Сивежа находится на Галичской возвышенности в 13 км к юго-востоку от посёлка Леваш. Течёт по ненаселённому лесу сначала на северо-запад, перед устьем — на северо-восток.

## Данные водного реестра
По данным государственного водного реестра России относится к Двинско-Печорскому бассейновому округу, водохозяйственный участок реки — Северная Двина от начала реки до впадения реки Вычегда, без рек Юг и Сухона (от истока до Кубенского гидроузла), речной подбассейн реки — Сухона. Речной бассейн реки — Северная Двина.
По данным геоинформационной системы водохозяйственного районирования территории РФ, подготовленной Федеральным агентством водных ресурсов:
- Код водного объекта в государственном водном реестре — 03020100312103000009432
- Код по гидрологической изученности (ГИ) — 103000943
- Код бассейна — 03.02.01.003
- Номер тома по ГИ — 03
- Выпуск по ГИ — 0